# 6692 Antonínholý
A 6692 Antonínholý (ideiglenes jelöléssel (6692) 1985 HL) a Naprendszer kisbolygóövében található aszteroida. Zdenka Vávrová fedezte fel 1985. április 18-án.